# Flujo (matemáticas)

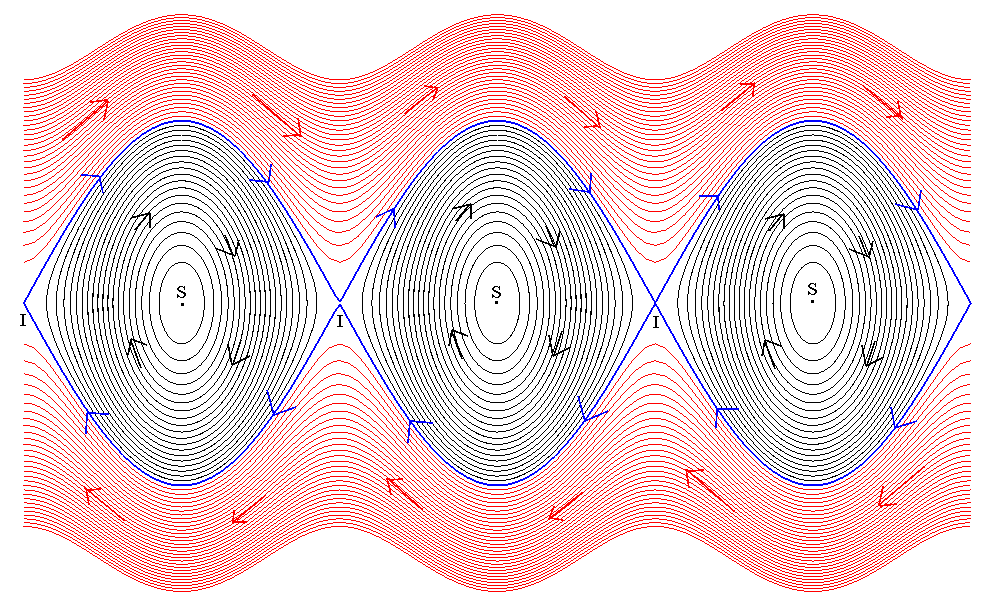
Flujo en el espacio de fase especificado por la ecuación diferencial de un péndulo. En el eje x, la posición del péndulo, y en el y su velocidad.

En matemáticas, un flujo formaliza la idea del movimiento de las partículas en un fluido. Los flujos son omnipresentes en la ciencia, incluida la ingeniería y la física. La noción de flujo es básica para el estudio de las ecuaciones diferenciales ordinarias. De manera informal, un flujo puede verse como un movimiento continuo de puntos a lo largo del tiempo. Más formalmente, un flujo es una acción grupal de los números reales en un conjunto. 
La idea de un flujo vectorial, es decir, el flujo determinado por un campo vectorial, se produce en las áreas de topología diferencial, geometría riemanniana y grupos de Lie. Los ejemplos específicos de flujos vectoriales incluyen el flujo geodésico, el flujo hamiltoniano, el flujo de Ricci, el flujo de curvatura media y el flujo de Anosov. Los flujos también pueden definirse para sistemas de variables aleatorias y procesos estocásticos, y ocurren en el estudio de sistemas dinámicos ergódicos. El más célebre de estos es quizás el flujo de Bernoulli. 

## Definición formal
Un flujo en un conjunto X es una acción grupal del grupo aditivo de números reales en  X. Más explícitamente, un flujo es un mapeo
{\displaystyle \varphi :X\times \mathbb {R} \rightarrow X}
de modo que, para todas las x ∈ X y todos los números reales s y t , 
{\displaystyle \varphi (x,0)=x;}
{\displaystyle \varphi (\varphi (x,t),s)=\varphi (x,s+t).}
Es habitual para escribir φt(x) en lugar de φ(x, t) de manera que las ecuaciones anteriores se pueden expresar como φ0 = Id (función de identidad ) y φs ∘ φt = φs+t (ley grupo ).  Entonces, para todo t ∈ ℝ el φt: X → X mapeo φt: X → X es una biyección con inversa φ−t: X → X Esto se desprende de la definición anterior, y el parámetro real t puede tomarse como una potencia funcional generalizada, como en la iteración de la función. 
Por lo general, se requiere que los flujos sean compatibles con las estructuras proporcionadas en el conjunto X. En particular, si  X  está equipada con una topología, generalmente se requiere que φ sea continua. Si X está equipado con una estructura diferenciable, generalmente se requiere que φ sea diferenciable. En estos casos, el flujo forma un subgrupo de parámetros de homeomorfismos y difeomorfismos, respectivamente. 
En ciertas situaciones, también se podrían considerar flujos locales, que se definen solo en algunos subconjuntos. 
{\displaystyle \mathrm {dom} (\varphi )=\{(x,t)\ |\ t\in [a_{x},b_{x}],\ a_{x}<0<b_{x},\ x\in X\}\subset X\times \mathbb {R} }
llamado el dominio de flujo de φ. Este es a menudo el caso de los flujos de campos vectoriales. 

### Notaciones alternativas
Es muy común en muchos campos, incluidos la ingeniería, la física y el estudio de ecuaciones diferenciales, usar una notación que hace que el flujo sea implícito.  Por lo tanto, x(t) se escribe para φt(x0) , y se podría decir que la "variable x depende del tiempo t y la condición inicial x = x0".  
En el caso de un flujo de un campo vectorial V en una variedad diferenciable X , el flujo a menudo se denota de tal manera que su generador se hace explícito.  Por ejemplo, 
{\displaystyle \Phi _{V}:X\times \mathbb {R} \to X;\qquad (x,t)\mapsto \Phi _{V}^{t}(x).}

## Órbitas
Dado x en X , el conjunto  {\displaystyle \{\varphi (x,t):t\in \mathbb {R} \}} se llama la órbita de x debajo de φ. De manera informal, se puede considerar como la trayectoria de una partícula que inicialmente se colocó en x. Si el flujo es generado por un campo vectorial, entonces sus órbitas son las imágenes de sus curvas integrales. 

## Ejemplos

### Sistemas autónomos de ecuaciones diferenciales ordinarias
Sea F: Rn→Rn un campo vectorial (independiente del tiempo) x: R→Rn la solución del problema del valor inicial 
{\displaystyle {\dot {\boldsymbol {x}}}(t)={\boldsymbol {F}}({\boldsymbol {x}}(t)),\qquad {\boldsymbol {x}}(0)={\boldsymbol {x}}_{0}.}
Entonces φ(x0,t) = x(t) es el flujo del campo vectorial F. Es un flujo local bien definido siempre que el campo vectorial F: Rn → Rn sea continuo de Lipschitz. Entonces φ: Rn×R → Rn también es Lipschitz-continuo donde se define. En general, puede ser difícil demostrar que el flujo φ está definido globalmente, pero un criterio simple es que el campo vectorial F es compatible de manera compacta. 

### Ecuaciones diferenciales ordinarias dependientes del tiempo
En el caso de campos vectoriales dependientes del tiempo F: Rn×R→Rn , uno denota φt,t0(x0) = x(t+t0) , donde x: R→Rn es la solución de 
{\displaystyle {\dot {\boldsymbol {x}}}(t)={\boldsymbol {F}}({\boldsymbol {x}}(t),t),\qquad {\boldsymbol {x}}(t_{0})={\boldsymbol {x}}_{0}.}
Entonces φt,t0(x0) es el flujo dependiente del tiempo de F. No es un "flujo" según la definición anterior, pero puede verse fácilmente como uno al reorganizar sus argumentos.  A saber, el mapeo. 
{\displaystyle \varphi :(\mathbb {R} ^{n}\times \mathbb {R} )\times \mathbb {R} \to \mathbb {R} ^{n}\times \mathbb {R} ;\qquad \varphi (({\boldsymbol {x}}_{0},t_{0}),t)=(\varphi ^{t,t_{0}}({\boldsymbol {x}}_{0}),t+t_{0})}
De hecho satisface la ley de grupo para la última variable: 
{\displaystyle \varphi (\varphi (({\boldsymbol {x}}_{0},t_{0}),t),s)=\varphi ((\varphi ^{t,t_{0}}({\boldsymbol {x}}_{0}),t+t_{0}),s)=(\varphi ^{s,t+t_{0}}(\varphi ^{t,t_{0}}({\boldsymbol {x}}_{0})),s+t+t_{0})=(\varphi ^{s,t+t_{0}}({\boldsymbol {x}}(t+t_{0})),s+t+t_{0})=({\boldsymbol {x}}(s+t+t_{0}),s+t+t_{0})=(\varphi ^{s+t,t_{0}}({\boldsymbol {x}}_{0}),s+t+t_{0})=\varphi (({\boldsymbol {x}}_{0},t_{0}),s+t).}
Uno puede ver los flujos de campos vectoriales dependientes del tiempo como casos especiales de los independientes del tiempo mediante el siguiente truco.  Definir 
{\displaystyle {\boldsymbol {G}}({\boldsymbol {x}},t):=({\boldsymbol {F}}({\boldsymbol {x}},t),1),\qquad {\boldsymbol {y}}(t):=({\boldsymbol {x}}(t+t_{0}),t+t_{0}).}
Entonces y ( t ) es la solución del problema del valor inicial "independiente del tiempo" 
{\displaystyle {\dot {\boldsymbol {y}}}(s)={\boldsymbol {G}}({\boldsymbol {y}}(s)),\qquad {\boldsymbol {y}}(0)=({\boldsymbol {x}}_{0},t_{0})}
si y solo si x(t) es la solución del problema del valor inicial original dependiente del tiempo. Además, entonces el mapeo φ es exactamente el flujo del campo vectorial G "independiente del tiempo". 

### Flujos de campos vectoriales en variedades
Los flujos de campos vectoriales independientes del tiempo y dependientes del tiempo se definen en variedades lisas exactamente como se definen en el espacio euclidiano ℝn y su comportamiento local es el mismo. Sin embargo, la estructura topológica global de una variedad uniforme se manifiesta fuertemente en el tipo de campos vectoriales globales que puede soportar, y los flujos de campos vectoriales en variedades suaves son de hecho una herramienta importante en la topología diferencial. La mayor parte de los estudios en sistemas dinámicos se llevan a cabo en variedades lisas, que se consideran como "espacios de parámetros" en las aplicaciones. 

### Soluciones de ecuación de calor
Sea Ω un subdominio (limitado o no) de ℝ n (con n un número entero). Indica por Γ su límite (supuesto suave). Considere la siguiente ecuación de calor en Ω × (0, T ), para T > 0, 
{\displaystyle {\begin{array}{rcll}u_{t}-\Delta u&=&0&{\mbox{ in }}\Omega \times (0,T),\\u&=&0&{\mbox{ on }}\Gamma \times (0,T),\end{array}}}
con la siguiente condición de límite inicial u(0) = u0 en Ω . 
La ecuación u = 0 en Γ × (0,T) corresponde a la condición de límite de Dirichlet homogénea. La configuración matemática para este problema puede ser el enfoque de semigrupo.  Para utilizar esta herramienta, presentamos el operador ilimitado ΔD definido en  {\displaystyle L^{2}(\Omega )}por su dominio 
{\displaystyle D(\Delta _{D})=H^{2}(\Omega )\cap H_{0}^{1}(\Omega )}
(ver los espacios clásicos de Sobolev con {\displaystyle H^{k}(\Omega )=W^{k,2}(\Omega )}  y 
{\displaystyle H_{0}^{1}(\Omega )={\overline {C_{0}^{\infty }(\Omega )}}^{H^{1}(\Omega )}}
es el cierre de las funciones infinitamente diferenciables con soporte compacto en Ω para el {\displaystyle H^{1}(\Omega )-} {\displaystyle H^{1}(\Omega )-}normal). 
Para cualquier  {\displaystyle v\in D(\Delta _{D})}, tenemos 
{\displaystyle \Delta _{D}v=\Delta v=\sum _{i=1}^{n}{\frac {\partial ^{2}}{\partial x_{i}^{2}}}v~.}
Con este operador, la ecuación de calor se convierte en {\displaystyle u'(t)=\Delta _{D}u(t)} y u(0) = u0 .  Por lo tanto, el flujo correspondiente a esta ecuación es (ver las anotaciones anteriores) 
{\displaystyle \varphi (u^{0},t)={\mbox{e}}^{t\Delta _{D}}u^{0}}
donde exp(tΔD) es el semigrupo (analítico) generado por ΔD

### Soluciones de ecuación de onda
Nuevamente, sea Ω un subdominio (limitado o no) de ℝ n (con n un número entero). Denotamos por Γ su límite (supuesto suave). Considere la siguiente ecuación de onda en  {\displaystyle \Omega \times (0,T)}(para T > 0), 
{\displaystyle {\begin{array}{rcll}u_{tt}-\Delta u&=&0&{\mbox{ in }}\Omega \times (0,T),\\u&=&0&{\mbox{ on }}\Gamma \times (0,T),\end{array}}}
con la siguiente condición inicial u(0) = u1,0 in  {\displaystyle \Omega }y   {\displaystyle u_{t}(0)=u^{2,0}{\mbox{ in }}\Omega }. 
Usando el mismo enfoque de semigrupo que en el caso de la Ecuación de Calor anterior. Escribimos la ecuación de onda como una ecuación diferencial parcial de primer orden en el tiempo mediante la introducción del siguiente operador ilimitado, 
{\displaystyle {\mathcal {A}}=\left({\begin{array}{cc}0&Id\\\Delta _{D}&0\end{array}}\right)}
con dominio {\displaystyle D({\mathcal {A}})=H^{2}(\Omega )\cap H_{0}^{1}(\Omega )\times H_{0}^{1}(\Omega )}en {\displaystyle H=H_{0}^{1}(\Omega )\times L^{2}(\Omega )}(el operador {\displaystyle \Delta _{D}}se define en el ejemplo anterior). 
Introducimos los vectores de columnas. 
{\displaystyle U=\left({\begin{array}{c}u^{1}\\u^{2}\end{array}}\right)}
(donde {\displaystyle u^{1}=u} y {\displaystyle u^{2}=u_{t}}) y 
{\displaystyle U^{0}=\left({\begin{array}{c}u^{1,0}\\u^{2,0}\end{array}}\right)}.
Con estas nociones, la ecuación de onda se convierte en  {\displaystyle U'(t)={\mathcal {A}}U(t)} y  {\displaystyle U(0)=U^{0}} . 
Por lo tanto, el flujo correspondiente a esta ecuación es {\displaystyle \varphi (U^{0},t)={\mbox{e}}^{t{\mathcal {A}}}U^{0}} donde  {\displaystyle {\mbox{e}}^{t{\mathcal {A}}}}es el semigrupo (unitario) generado por {\displaystyle {\mathcal {A}}}. 

### Flujo de Bernoulli
Los sistemas dinámicos ergódicos, es decir, los sistemas que exhiben aleatoriedad, también exhiben flujos.  El más célebre de estos es quizás el flujo de Bernoulli. El teorema del isomorfismo de Ornstein establece que, para cualquier entropía H dada, existe un flujo φ(x,t) , llamado el flujo de Bernoulli, de modo que el flujo en el tiempo t = 1, es decir , φ(x,1) , es un cambio de Bernoulli.
Además, este flujo es único, hasta una escala de tiempo constante.  Es decir, si ψ(x,t) es otro flujo con la misma entropía, entonces ψ(x,t) = φ(x,t) , para alguna constante c. La noción de singularidad e isomorfismo aquí es la del isomorfismo de los sistemas dinámicos. Muchos sistemas dinámicos, incluidos los billares de Sinai y los flujos de Anosov, son isomorfos a los cambios de Bernoulli. 